# Phil Seymour
Phil Seymour (Oklahoma City, Oklahoma, 15 de maio de 1952 - Sherman Oaks, Los Angeles, Califórnia, 17 de agosto de 1993) foi um cantor, compositor e multi-instrumentista, de power pop/pop rock dos Estados Unidos. Foi baterista, e baixista em estúdio, da Dwight Twilley Band, formada junto com Dwight Twilley e Bill Pitcock IV. Em abril de 1975 ele lançou o seu primeiro single com esta banda, "I'm On Fire", rendendo-lhe a posição #16 na parada musical estadunidense, em agosto. Em 1976 é lançado o álbum de estreia, Sincerely. Colin Larkin cita que, apesar da aclamação da crítica, esta coleção de músicas não conseguiu emular sua faixa de abertura ("I'm On Fire"). Um segundo álbum com Seymour é lançado pela Arista em 1977, Twilley Don't Mind, antes que ele os deixasse, em 1978. Depois, começou a gravar em sessões individuais e para outros artistas. Em 1980 ele assina contrato com a Boardwalk Records e lança dois álbuns: Phil Seymour (1981) e Phil Seymour 2 (1982). Seu single,  "Precious To Me", chegou ao número 22 na Billboard Hot 100, em 28 de março de 1981, e tornou-se altamente reverenciado. Em 1984 ele se juntou aos Textones. Neste período, Seymour foi diagnosticado com um linfoma que lhe tirou a vida em 17 de agosto de 1993, enquanto estava a preparar um novo álbum. Em 1997 a música "Baby It's You" é lançada na coletânea Poptopia! Power Pop Classics, no volume dedicado à década de 1980.

## História

### 1974-1978: Dwight Twilley Band
Chris Woodstra, no Allmusic, afirma que Dwight Twilley conheceu Phil Seymour em 1967, em uma sessão onde foram ver o filme A Hard Day's Night, dos Beatles. Depois, eles foram no mesmo dia à casa de Twilley para iniciar escrita e gravação de músicas, continuando a parceria ao longo dos próximos anos; inicialmente chamando-se Oister e recrutando outro membro, Bill Pitcock IV, na guitarra solo. Os primeiros álbuns gravados pela dupla Oister: Oister Presents Swirling Clouds e Oister's Greatest Hits, foram acetatos baratos, vendidos a cerca de uma dúzia de seus colegas de escola. Depois de desenvolverem seu som em um estúdio caseiro e já batizados Dwight Twilley Band, decidiram fazer uma gravação profissional e se dirigiram até Nashville, parando primeiro no estúdio da Sun Records, onde impressionaram Jerry Phillips (o filho de Sam Phillips) e sendo também apresentados ao músico de rockabilly Ray Harris, que ensinou-lhes sobre as raízes do rock'n'roll.
No início de novembro de 1974, Twilley, Seymour e Pitcock IV fazem uma viagem para Los Angeles e assinam contrato com a Shelter Records. Seu primeiro single, "I'm On Fire", gravado em Tulsa, em 27 de novembro de 1974 e lançado em abril de 1975, se tornou um hit nacional; atingindo #16 como posição máxima, em 02 de agosto, com relativamente nenhuma promoção. Na gravação de "I'm On Fire", o trio tocou todos os instrumentos. Twilley e Seymour produziram a canção também. Esta música marcou a estreia de Phil Seymour como baixista. Desde então, ele seria o baixista principal, em estúdio, da Dwight Twilley Band. Seu segundo álbum foi concluído ao longo de 18 meses, devido a mudanças de selo e à divisão dos sócios da Shelter Records, Denny Cordell e Leon Russell; e um outro álbum, gravado na Inglaterra, em março de 1975, no Trident Studios de Londres, fora deixado completamente inédito, criando um mito em torno da banda, enquanto o público em geral rapidamente perdeu o interesse. O tardio segundo single, "You Were So Warm" (de agosto de 1975), acabou falhando na parada devido a problemas de distribuição. Quando o álbum de estreia, Sincerely (1976), foi finalmente lançado, também falhou, embora a Rolling Stone o tenha saudado como "o melhor álbum de estreia de rock do ano". Durante uma aparição, em 26 de julho de 1976, no American Bandstand, eles visualizaram o que seria seu próximo single, "Shark (In The Dark)"; porém o sucesso do filme Tubarão provocou sua rejeição pela gravadora. Outro single, "Could Be Love", fora lançado logo após o álbum. Seymour e Twilley fizeram então amizade com Tom Petty, que contribuiu com backing vocals em várias canções de Twilley Don't Mind (lançado em agosto de 1977) e ajudou em seu lançamento pela Arista. Três singles foram lançados deste álbum: "Twilley Don't Mind", "Trying To Find My Baby" e "Looking For The Magic", mas todos falharam em conseguir compradores. No final de 1977, enquanto "I'm On Fire" ainda tocava com relativa frequência, a Dwight Twilley Band fizera planos de se juntar ao Lynyrd Skynyrd em turnê; porém o plano nunca se concretizara, pois três membros desta última banda morreram quando seu avião caiu, interrompendo a turnê. Apesar da alta qualidade das canções, o fracasso fez Phil Seymour deixar a banda em 1978.
O single de "I'm On Fire" foi lançado no Brasil, pela Philips Records, em 1975 (com o registro 6073 423 e "Did You See What Happened?" no Lado B).

### 1978-1993: Carreira solo,Phil SeymourePhil Seymour 2, Textones, morte
Em carreira solo, Phil Seymour inicia fazendo os vocais de apoio na composição "Magnolia", de Tom Petty, lançada em seu segundo álbum, You're Gonna Get It! (1978). Seymour já havia participado, com vocais de apoio, em "Strangered In The Night" (junto com Dwight Twilley), "Breakdown" e "American Girl" (do primeiro disco, homônimo, do Tom Petty and the Heartbreakers, lançado em 1976). Também tocou bateria no álbum Shots From A Cold Nightmare, de Moon Martin, cantando, neste disco, os vocais de apoio na música, cover dos Beatles, "All I've Got To Do". No natal de 1978, Phil vai para a Inglaterra para começar as sessões de gravação com o guitarrista Chris Spedding e membros da banda de Joe Cocker (baixista Alan Spenner e guitarrista Neil Hubbard) no Olympic Studios, em Londres. Três canções foram gravadas: a cover do The Kinks "Who'll Be the Next in Line", uma de Tom Petty, "Baby's A Rock 'N' Roller" e outra da Dwight Twilley Band, "Lookin For The Magic". Phil também começou a trabalhar com dois companheiros em Tulsa, Ron Flynt e Steve Allen, que tinham uma banda chamada 20/20. Eles assinaram com a gravadora Bomp! Records, de Greg Shaw, e lançaram duas músicas em um single, com Phil Seymour tocando os tambores: "Giving It All" e "Under The Freeway". No momento em que eles assinaram com a Epic Records, tinham encontrado um baterista em tempo integral, Ron Gallo, que aparentemente tinha pouca ou nenhuma experiência de estúdio naquela época. Phil tocou bateria em seu álbum de estreia, em todas as músicas exceto "Tell Me Why (Can't Understand You)" e canta backing vocals em "She's An Obsession"; e havia potenciais sessões de gravação com Phil Spector sendo discutidas, com Seymour passando um tempo no estúdio de Spector.
Em 1979, ele participa com backing vocals em uma canção, "Darlin", do primeiro álbum solo de Dwight Twilley, intitulado Twilley e lançado naquele ano. Phil estava tentando montar uma banda e obter um contrato de gravação, até que um dos amigos de Tulsa, o baterista Scott Musick, lhe ajuda a formar sua banda de apoio nas gravações e fazer shows ao vivo com ele. Foi depois de um destes shows de Phil que o produtor musical Richard Podolor veio aos bastidores para discutir sobre trabalhar com ele. Phil obteve, no estúdio de gravação de Podolor, a demo de sua nova canção, "Precious To Me".
Quando Neil Bogart deixou a Casablanca Records e começou a sua própria gravadora, a Boardwalk, Phil foi o primeiro artista que assinou com ele, em setembro de 1980. Com Richard Podolor na produção, ele começou a gravar seu primeiro álbum solo, Phil Seymour, lançado em 16 de janeiro de 1981. "Precious To Me" (catalogado como WS8 5703) foi o primeiro single lançado e alcançou #22 nas paradas dos EUA, em 28 de março, e #3 na Austrália (com Phil premiado com um disco de ouro por lá). O Lado B de "Precious To Me" foi outra composição de Seymour, "Baby It's You", mas logo foi decidido que essa música deveria ser o lado A do segundo single de Seymour e foi substituída, na segunda prensagem (também catalogada como WS8 5703), por uma nova canção, "Suzy Glider" (composta junto com Twilley). Na África do Sul, o sucesso foi "I Really Love You", que atingiu a posição #13 nas paradas, em 03 de outubro de 1981. Videos foram feitos para "Precious To Me" e "Let Her Dance", uma cover de Bobby Fuller Four, mas eles foram anteriores à MTV e foram utilizados apenas para a promoção do disco.
Em 1982 Phil lança o seu segundo álbum solo, intitulado Phil Seymour 2, que tinha uma música, "Surrender", composta por Petty. A sequência de sua bem sucedida estreia foi apressada e não completou a sua satisfação. Ele fez o seu caminho para as prateleiras das lojas sem ninguém saber sobre isso. Somente os fãs obstinados, que estavam sempre à procura de qualquer novo lançamento de Dwight ou Phil, tiveram a sorte de encontrá-lo. No entanto, por esta altura, Phil estava com sua saúde e carreira arruinados com o uso e abuso de álcool e drogas. Suas performances ao vivo agora estavam muito decepcionantes, com Phil sendo vulgar e grosseiro com suas audiências. Pouco tempo após o lançamento do seu segundo álbum, Neil Bogart (da The Boardwalk Entertainment Co.) morre e Phil perde o seu contrato. Em 1984, ele se junta à banda Textones, de Carla Olsen, tocando bateria e cantando em seu álbum, Midnight Mission, para a A&M Records. Apesar de apoiar o álbum em turnê, Seymour foi diagnosticado com linfoma. Ele voltou para Tulsa, continuando em um ritmo diminuído e gravando com pouca freqüência, até que a doença lhe tirou a vida em 17 de agosto de 1993, em Sherman Oaks, Los Angeles, enquanto ele estava a preparar um novo álbum. Phil tinha 41 anos quando morreu, no Tarzana Medical Center, após oito anos de batalha contra seu câncer.

## Discografia: Dwight Twilley Band

### Álbuns
- Sincerely (1976) - LP: Shelter Recording Company Inc.[7] (posição #138 na Billboard 200)[28]
- Twilley Don't Mind (1977) - LP: Arista[9] (posição #70 na Billboard 200)[28]
- The Great Lost Twilley Album (1996) - CD: Shelter Records / DCC Compact Classics - "Legendary unreleased tracks from 1974-1980"[29]
- Live From Agora (2010) - CD: Gigatone - "Live 1976"[30]
- Sincerely / Twilley Don't Mind (2007) - CD: Raven Records, Austrália (reunião dos álbuns Sincerely / Twilley Don't Mind, mais bônus)[31]

### Singles (EUA)
- 7", A: "I'm On Fire" / B: "Did You See What Happened?" (abril[3] de 1975) - Shelter Records (SR-40380)[5]
- 7", A: "You Were So Warm" / B: "Sincerely" (agosto de 1975) - Shelter Records (SR-40450)[17]
- 7", A: "Could Be Love" / B: "Feeling In The Dark" (1976) - Shelter Records (SR-62003)[32]
- 7", A: "Twilley Don't Mind" / B: "Rock And Roll 47" (outubro de 1977) - Arista (AS 0278)[33]
- 7", A: "Trying To Find My Baby" / B: "Here She Come" (dezembro de 1977) - Arista (AS 0299)[34]
- 7", A: "Looking For The Magic" / B: "Invasion" (fevereiro de 1978) - Arista (AS 0311)[35]

### Músicas em coletâneas de power pop
- Poptopia! Power Pop Classics of The '70s (1997) - Rhino Records (música "I'm On Fire")
- 20 Greats From The Golden Decade of Power Pop (2005) - Varèse Sarabande (música "I'm On Fire")

Segundo informação nas ligações externas.

## Discografia: Phil Seymour

### Álbuns
- Phil Seymour (1981)[11] - LP: The Boardwalk Entertainment Co.[12] (posição #64 na Billboard 200)[36]
- Phil Seymour 2 (1982) - LP: The Boardwalk Entertainment Co.[13]
- Precious To Me (1996) - CD: The Right Stuff
- Phil Seymour (30 de dezembro de 2011) - CD: Bison Records[1]

### Singles (EUA)
- 7", A: "Precious To Me" / B: "Baby It's You" (dezembro de 1980) - The Boardwalk Entertainment Co. (WS8 5703)[23]
- 7", A: "Precious To Me" / B: "Suzie Glider" (janeiro de 1981) - The Boardwalk Entertainment Co. (WS8 5703)[24]
- 7", A: "Let Her Dance" / B: "We Don't Get Along" (maio de 1981) - The Boardwalk Entertainment Co. (WS8 02056)[37][38]
- 7", A: "I Really Love You" / B: "We Don't Get Along" (agosto de 1981) - The Boardwalk Entertainment Co. (NB7 11-116)[39]
- 7", A: "Surrender" / B: "Surrender" (maio de 1982, promocional) - The Boardwalk Entertainment Co. (NB7-11-145)[40]
- 7", A: "Talk To Me" / B: "Better Me Than You" (1982) - The Boardwalk Entertainment Co. (NB-11-154-7)[41]
- 12", A: "Talk To Me" / B: "Talk To Me" (1982, promocional) - The Boardwalk Entertainment Co. (NB-024-S-5)[42]
- 12", A: "Dancing A Dream" / B: "Looking For The Magic", "Love Receiver" (1982, promocional) - The Boardwalk Entertainment Co. (NBS-014)[43]

### Músicas em coletâneas de power pop
- Poptopia! Power Pop Classics of The '80s (1997) - Rhino Records (música "Baby It's You")
- 20 Greats From The Golden Decade of Power Pop (2005) - Varèse Sarabande (música "Precious To Me")

Segundo informação nas ligações externas.

### Gravações para outros artistas
- Tom Petty and the Heartbreakers, álbum Tom Petty And The Heartbreakers (1976) - Shelter Records / ABC Records[44] (backing vocal nas músicas "Breakdown", "Strangered In The Night" e "American Girl")[11]
- Tom Petty and the Heartbreakers, álbum You're Gonna Get It! (1978) - Shelter Records / ABC Records[45] (backing vocal na música "Magnolia")[11]
- Moon Martin, álbum Shots From A Cold Nightmare (1978) - Capitol Records[46] (bateria / backing vocal na música "All I've Got To Do")[11]
- 20/20, single "Giving It All" / "Under The Freeway" (1978) - Bomp! Records[21] (bateria)[11]
- 20/20, álbum 20/20 (1979) - Portrait[47] (bateria, exceto em "Tell Me Why (Can't Understand You)" / backing vocal na música "She's An Obsession")[11]
- Dwight Twilley, álbum Twilley (1979) - Arista[22] (backing vocal na música "Darlin")[11]
- The Textones, álbum Midnight Mission (1984) - Gold Mountain (A&M Records)[27] (bateria / backing vocal)[11]